# 娘。ドキュメント2005
『娘。ドキュメント2005』（むすめ。ドキュメントにせんご）は2005年1月5日から同年4月1日までテレビ東京で放送されていたミニ番組である。

## 番組綱要
当初は2005年1月9日に決定するモーニング娘。7期メンバーを密着する予定だったが、ラッキー7オーディションの合格者が該当者なし後に全員不合格となり、予定を変更され、メンバーの強化等を放送した。

## 主な企画
統一感の無い様々な企画が放送された。
- ラッキー7オーディション追跡
- メンバーが本音で語る私と娘。の進化論
- メンバー激白!卒業メッセージ
- 飯田圭織卒業の舞台裏
- 安倍なつみ&メロン記念日レビューレポ
- 初の5・6期 徹底討論
- W（ダブルユー）の鹿児島ドキュメント
- W（ダブルユー）のキャラ&メル舞台稽古密着
- 娘。進化計画（田中れいな ボイスレッスン）
- 娘。進化計画（紺野あさ美 ボイスレッスン）
- 娘。進化計画（亀井絵里 ダンスレッスン）

## 主題歌
オープニングテーマ
ミュージカル映画『FAERIES』サントラ版CD（輸入版）の2曲目『Dreaming』
エンディングテーマ
- 『THE マンパワー!!!』モーニング娘。
- 『恋のフーガ』W
- 『肉体は正直なEROS』メロン記念日
- 『カッチョイイゼ!JAPAN』美勇伝

## スタッフ
- 企画：橋山厚志、瀬戸由紀男
- プロデューサー：両角誠（エス・エス・エム）、柴幸伸（テレビ東京）、北島英光（テレビ東京ミュージック）
- AP：新潟竜大（テレビ東京ミュージック）
- 構成：松本真一、遠藤敬、森
- 編集：杉原丈司（共同テレビジョン）
- 効果：久坂憲紹（戯音工房）
- ディレクター：相澤幸一（アクロ）
- ロケディレクター：佐々木誠（エス・エス・エム）
- アシスタントディレクター：福永頌吾（エス・エス・エム）
- CG：アクロ
- 企画協力：アップフロントワークス
- 制作協力：エス・エス・エム、アップフロントエージェンシー
- 製作：テレビ東京、テレビ東京ミュージック

| テレビ東京 火曜 - 土曜未明0:50 - 0:53枠                           | テレビ東京 火曜 - 土曜未明0:50 - 0:53枠        | テレビ東京 火曜 - 土曜未明0:50 - 0:53枠   |
| 前番組                                                            | 番組名                                         | 次番組                                    |
| ----------------------------------------------------------------- | ---------------------------------------------- | ----------------------------------------- |
| 魔女っ娘。梨華ちゃんのマジカル美勇伝 （2004年10月5日 - 12月25日） | 娘。ドキュメント2005                           | スポパラ ※0:12 - 0:53 - 3分繰り下げて継続 |
| テレビ東京 火曜 - 土曜未明0:53 - 1:00枠                           |                                                |                                           |
| 魔女っ娘。梨華ちゃんのマジカル美勇伝 （2004年10月5日 - 12月25日） | 娘。ドキュメント2005 （2005年1月6日 - 4月2日） | 娘DOKYU! （2005年4月5日 - 2006年9月30日） |